# Schwedische Meisterschaften im Biathlon 2010
Die Schwedischen Meisterschaften im Biathlon 2010 wurden sowohl für Männer als auch für Frauen im Sprint, in der Verfolgung sowie in einem Staffelwettbewerb veranstaltet. Die Wettbewerbe wurden in Lima, einem Tätort der Gemeinde Malung-Sälen ausgetragen.

## Männer

### Sprint 10 km
| Platz | Starter            | Verein         | Zeit    | Schießfehler |
| ----- | ------------------ | -------------- | ------- | ------------ |
| 1     | Fredrik Lindström  | Anundsjö SKF   | 25:09,9 | 0–1          |
| 2     | Carl Johan Bergman | Ekshärads SF   | 25:25,3 | 0–2          |
| 3     | Ted Armgren        | Vilhelmina SSK | 25:27,4 | 1–0          |

Datum: 30. März 2010

### Verfolgung 12,5 km
| Platz | Starter            | Verein | Zeit | Schießfehler |
| ----- | ------------------ | ------ | ---- | ------------ |
| 1     | Fredrik Lindström  |        |      |              |
| 2     | Carl Johan Bergman |        |      |              |
| 3     | Mattias Nilsson    |        |      |              |

Datum:

### Staffel 4 × 7,5 km
| Platz | Starter                                              | Verein               | Zeit |
| ----- | ---------------------------------------------------- | -------------------- | ---- |
| 1     | Sebastian Wredenberg David Ekholm Carl Johan Bergman | Ekshärad SF I        |      |
| 2     | Magnus Jonsson Mattias Nilsson Jean-Marc Chabloz     | Biathlon Östersund I |      |
| 3     | Jonas Eriksson Henrik Nilsson Tony Persson           | Bore Biathlon I      |      |

Datum:

## Frauen

### Sprint 7,5 km
| Platz | Starter                   | Verein             | Zeit    | Schießfehler |
| ----- | ------------------------- | ------------------ | ------- | ------------ |
| 1     | Anna Carin Olofsson-Zidek | Lillhärdals IF     | 20:57,6 | 0–0          |
| 2     | Helena Jonsson            | I 21 IF            | 21:38,1 | 0–1          |
| 3     | Anna Maria Nilsson        | Biathlon Östersund | 23:13,9 | 1–2          |

Datum: 30. März 2010

### Verfolgung 10 km
| Platz | Starter                   | Verein | Zeit | Schießfehler |
| ----- | ------------------------- | ------ | ---- | ------------ |
| 1     | Anna Carin Olofsson-Zidek |        |      |              |
| 2     | Helena Jonsson            |        |      |              |
| 3     | Sofia Domeij              |        |      |              |

Datum:

### Staffel 4 × 6 km
| Platz | Starter                                        | Region              | Zeit |
| ----- | ---------------------------------------------- | ------------------- | ---- |
| 1     | Elisabeth Högberg Jenny Jonsson Helena Jonsson | Sollefteålaget I    |      |
| 2     | Emelie Larsson Chardine Sloof Elin Mattsson    | Bore Biathlon I     |      |
| 3     | Caroline Westling Åsa Lif Madeleine Mattsson   | Lima skg Biathlon I |      |

Datum: